# Plaine-Haute
Plaine-Haute (bret. Plenaod) – miejscowość i gmina we Francji, w regionie Bretania, w departamencie Côtes-d’Armor.
Według danych na rok 1990 gminę zamieszkiwało 1117 osób, a gęstość zaludnienia wynosiła 73 osoby/km² (wśród 1269 gmin Bretanii Plaine-Haute plasuje się na 535. miejscu pod względem liczby ludności, natomiast pod względem powierzchni na miejscu 654.).